# Mercedes-Benz B-klasa
B-klasa je kompaktni jednovolumen kojeg je na salonu automobila u Ženevi održanom u ožujku 2005. predstavio Mercedes-Benz, a u ponudi tvrtke popunjava prazninu između manje A-klase i veće C-klase. Mercedes ovaj model, kao R-klasu, opisuje kao višenamjensko vozilo. U Europi je u prodaji od proljeća 2005. Blagi redizajn B-klasa je doživjela početkom 2008. godine. 
Ponuda motora se sastoji od šest četverocilindarskih motora, četiri benzinska i dva dizelska. Svi motori zadovoljavaju Euro IV normu.
- 150 - benzinski s 95 KS
- 170 - benzinski sa 116 KS
- 180 CDI - dizelski sa 109 KS
- 200 CDI - dizelski sa 140 KS
- 200 - benzinski sa 136 KS
- 200 Turbo - benzinski sa 193 KS

Sve benzinske izvedbe serijski su opremljene ručnim mjenjačima s 5 brzina, osim najjače 200 Turbo, koja ima šesterobrzinski mjenjač kojim se opremaju i obje dizelske inačice. Automatski mjenjač Autotronic dostupan je kao dodatna oprema na svim modelima.